# Lepel (stacja kolejowa)
Lepel (biał. Лепель; ros. Лепель) – stacja kolejowa w miejscowości Lepel, w rejonie lepelskim, w obwodzie witebskim, na Białorusi. Stacja krańcowa linii Orsza - Lepel.